# Norwegian Long Haul
Norwegian Long Haul er et datterselskab af lavprisflyselskabet Norwegian Air Shuttle, som driver langdistanceflyvninger for Norwegian fra Oslo Lufthavn, Gardermoen, Stockholm Lufthavn, Arlanda, London Gatwick Airport og Københavns Lufthavn, Kastrup til John F. Kennedy International Airport i New York City, Fort Lauderdale-Hollywood International Airport tæt på Miami, Los Angeles International Airport (LAX), Oakland International Airport tæt på San Francisco, Orlando International Airport (MCO) og Suvarnabhumi International Airport i Bangkok i Thailand. Fra november 2015 udvider selskabet på antallet af destinationer til også at omfatte Henry E. Rohlsen Airport på St. Croix (De amerikanske jomfruøer), Las Vegas i Nevada og San Juan i Puerto Rico og fra december til Baltimore og Boston samt Fort-de-France og Pointe-à-Pitre i Guadeloupe.
Anvendte flytyper er Boeing 787-8 og Boeing 787-9 Dreamliner.

## Historie
Norwegian Long Haul blev grundlagt i 2012 og udførte den første transatlantiske flyvning den 30. maj 2013. De første rutefly gik fra Oslo og Stockholm til New York og Bangkok (senere også til Orlando og Oakland), og blev fløjet af A340-300, fordi leveringen af dens Boeing 787-8 Dreamliner var forsinket. I slutningen af november 2013 startede flyvninger, også fra København til Fort Lauderdale, og senere nye ruter til Los Angeles og til New York-JFK. I juli 2014 begyndte også fly fra London Gatwick til New York, Los Angeles og Fort Lauderdale. I juni 2015 blev Norwegian Long Haul kåret til verdens bedste lavprisflyselskab på langdistanceflyvninger af Skytrax Awards